# 1553
Năm 1553 (số La Mã: MDLIII) là một năm thường bắt đầu vào ngày Chủ nhật trong lịch Julius.

## Sự kiện
Tháng 9 năm 1553, một giáo dân Cơ Đốc người Nhật tên Bernard đặt chân lên đất Châu Âu cùng sư huynh của mình